# Lucie Julia

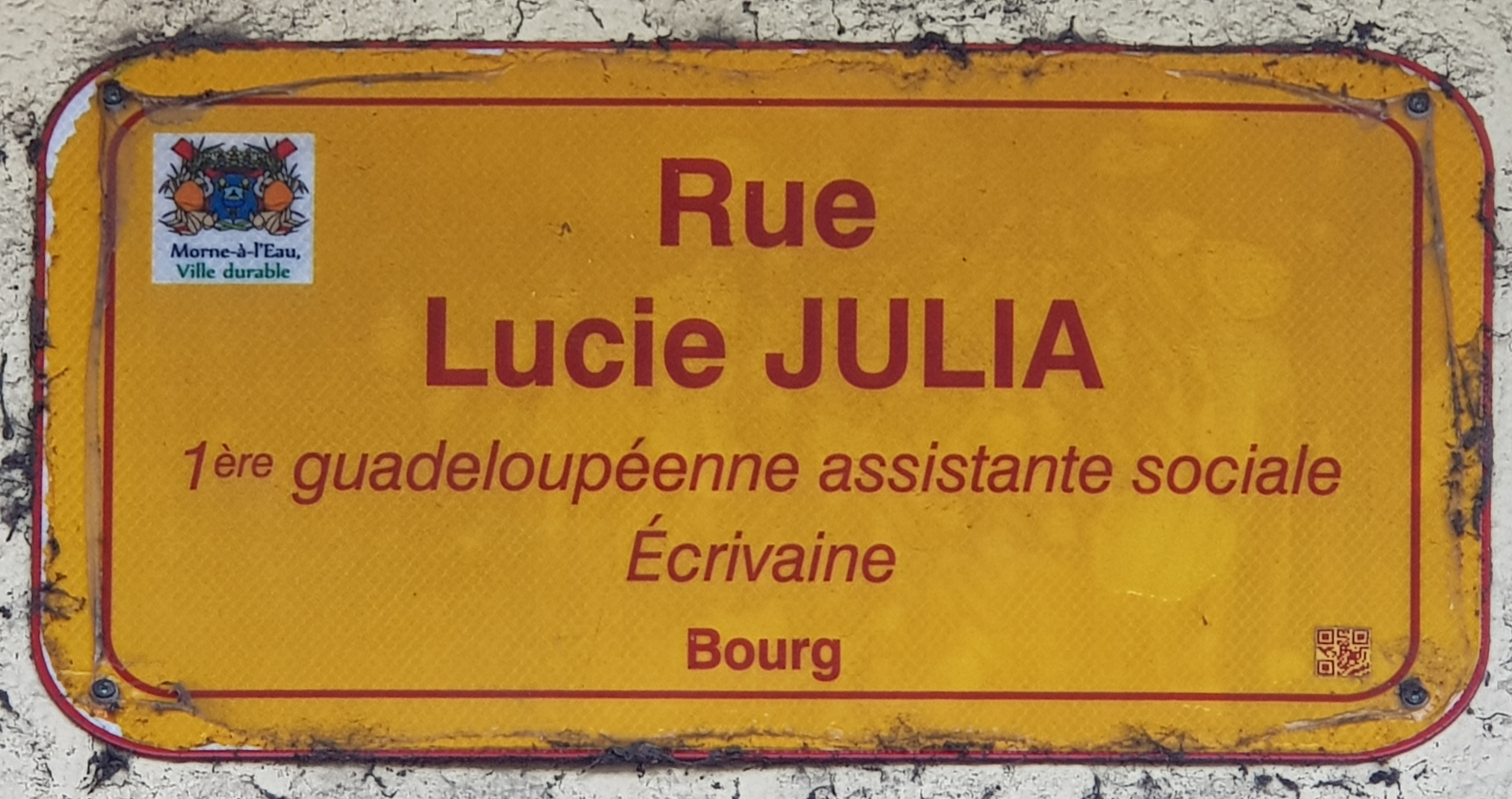
Straßenschild: Rue Lucie Julia in Morne-à-l’Eau auf Guadeloupe

Lucie Julia ist das Pseudonym von Huguette Daninthe (* 16. Februar 1927 in Morne-à-l’Eau, Guadeloupe; † 23. September 2023 in Sainte-Anne, Guadeloupe), einer guadeloupeanischen Schriftstellerin, Frauenrechtlerin und Sozialarbeiterin. Sie war die erste staatlich geprüfte Sozialarbeiterin Guadeloupes und die erste Präsidentin der l’Union des Femmes Guadeloupéennes.

## Leben und Werk
Julia wurde als Huguette Manette als eines von sieben Kindern von Subsistenzbauern geboren. Ihr Vater war ein Veteran des Ersten Weltkriegs, der Landwirt wurde, und ihre Mutter war Köchin. Sie war eine Nachfahrin afrikanischer Sklaven, die nach Guadeloupe gebracht wurden, um dort höchstwahrscheinlich auf Zuckerrohrplantagen zu arbeiten. Sie sprach Kreolisch und lernte in der Schule Französisch. Nach einem Studienaufenthalt in Frankreich kehrte sie nach Guadeloupe zurück.
Obwohl Guadeloupe ein französisches Département war, galten die Sozialprogramme für die in Frankreich lebenden Bürger erst ab 1948 für die Überseegebiete. Streiks und Interventionen von Politikern wie Gerty Archimède und Rosan Girard führten dazu, dass das französische Parlament 1949 ein Sozialversicherungsamt anerkannte und einsetzte.
1952 nahm Julia eine Stelle als erste staatlich anerkannte Krankenschwester und Sozialarbeiterin im Gesundheitsministerium von Guadeloupe an, wo sie bis 1987 tätig war. Sie übernahm diesen Posten, um das Sozialsystem von Guadeloupe zu erneuern und zu organisieren, indem sie Aufklärung leistete und eine allgemeine Gesundheitsfürsorge durch kommunale Ambulanzen und Dienste wie Impfungen bereitstellte. Viele ihrer Kollegen im Gesundheitsministerium widersetzten sich jedoch ihren Vorschlägen und misstrauten der Autorität ihrer neu geschaffenen Position.
Als Aktivistin kämpfte sie für soziale Reformen und die Rechte der Frauen. Als Pädagogin und Sozialkritikerin machte sie die Frauen Guadeloupes auf die Ungleichheit und Ausbeutung in ihrem Leben aufmerksam. 1958 wurde Julia zur ersten Präsidentin der l’Union des Femmes Guadeloupéennes gewählt.
Julia schrieb sowohl auf Französisch als auch auf Kreolisch und in mehreren Genres, darunter Gedichte, Romane und Dramen. Sie begann schon in jungen Jahren unter Anleitung der guadeloupeanischen Dichterin Jeanne de Kermadec zu schreiben.
Ihre ersten Gedichte wurden größtenteils in Zeitungen in Guadeloupe veröffentlicht und bei der literarischen Institution Jeux Foraux de la Guadeloupe ausgezeichnet. Eine dieser Anerkennungen war L’Hibiscus d’Or, ein Preis, der von der Institution für das beste auf Kreolisch verfasste Gedicht verliehen wird. Sie veröffentlichte neben Romanen 1988 die Gedichtsammlung Chants, sons et cris pour Karukéra. Sie schrieb außerdem die Kurzgeschichtensammlung Kaïbo, conte de bonne maman (1993) und das zweisprachige Kinderbuch Mon trésor à Mantidou: Conte bilingue créole-français (1992).
Sie heiratete den Anwalt Guy Daninthe, der Generalsekretär der Kommunistischen Partei Guadeloupes und Mitbegründer der CGTG, des Allgemeinen Gewerkschaftsbundes von Guadeloupe, war. Sie bekam mit ihm zwei Söhne.
Julia starb 2023 im Alter von 96 Jahren.

## Werke
- Gerty Archimède: fleur et perle de Guadeloupe. Pointe-à-Pitre, Guadeloupe: Éditions Jasor, 1996, ISBN 978-2-950-21957-2.
- Les Gens de Bonne-Espérance. Paris: Temps Actuels, 1982.
- Mélody des faubourgs. Paris: l’Harmattan, 1989.
- Le Destin d’Aimely. Pointe-à-Pitre: Jasor, 2007.
- Chants, sons et cris pour Karukéra (préface de Guy Tirolien). Paris: La Bruyère, 1988.
- Au fil des ans, poèmes et textes poétiques (préface de Maryse Condé). Paris: l’Amandier, 2006.
- Jean-Louis: un nègre pièce d’Inde: pièce en quatre tableaux. Paris: l’Amandier, 1994.
- Kaïbo, conte de bonne maman (avec des dessins d’Uta Gervelas-Muth). Pointe-à-Pitre: Éd. L.D., 1993.
- Montrésor à Mantidou: conte bilingue créole-français. Paris: l’Harmattan, 1992.

## Auszeichnungen
- Preis L’Hibiscus d’Or, l’Institut des Jeux Floraux de la Guadeloupe[8]
- 1990: Prix littéraire des Caraïbes